# Distrikt Ichupampa
Der Distrikt Ichupampa liegt in der Provinz Caylloma in der Region Arequipa in Südwest-Peru. Der Distrikt hat eine Fläche von 74,4 km². Beim Zensus 2017 wurden 555 Einwohner gezählt. Im Jahr 1993 lag die Einwohnerzahl bei 807, im Jahr 2007 bei 757. Die Distriktverwaltung befindet sich in der etwa 3400 m hoch gelegenen Ortschaft Ichupampa mit 538 Einwohnern (Stand 2017). Ichupampa liegt 9 km westlich der Provinzhauptstadt Chivay.

## Geographische Lage
Der Distrikt Ichupampa liegt in der Cordillera Volcánica am Nordufer des nach Westen fließenden Río Colca. Die maximale Längsausdehnung in Nord-Süd-Richtung beträgt 16 km. Im äußersten Norden des Distrikts erhebt sich der bekannte Vulkan Nevado Mismi mit einer Höhe von 5597 m.
Der Distrikt Ichupampa grenzt im Westen und im Norden an den Distrikt Lari, im Osten an den Distrikt Coporaque sowie im Süden an den Distrikt Achoma.